# PLU
PLU-koder eller PLU-nummer (av engelskans "Price Look-Up codes") är oftast flersiffriga nummer som används för produkter i butiker. En PLU-kod är lokalt unik för en viss typ av produkt (till exempel kan en viss skomodell ha en PLU-kod som är unik för en enskild butik eller butikskedja). PLU-koder används, liksom EAN-koder, bland annat för att lättare kunna se lagersaldo och transaktionsstatistik för enskilda (typer av) produkter.
I dagligvaruhandeln används PLU för till exempel frukt och grönt. För de varor där priset baseras på vikten av varan läggs den på vågen, PLU-numret matas in och därefter registreras varans vikt och kostnad på kvittot eller prisetiketten.